# Witalij Masoł
Witalij Andrijowycz Masoł, ukr. Віталій Андрійович Масол (ur. 14 listopada 1928 w Ołysziwce w obwodzie czernihowskim, zm. 21 września 2018 w Kijowie) – ukraiński polityk, działacz komunistyczny, przewodniczacy rady ministrów Ukraińskiej SRR (1987–1990) oraz premier Ukrainy (1994–1995), kandydat nauk technicznych.

## Życiorys
W 1951 ukończył studia na Politechnice Kijowskiej i podjął pracę w kombinacie budowy maszyn. W 1961 został jego dyrektorem. Od 1956 do rozwiązania był członkiem KPZR, zasiadał w biurze politycznym i komitecie centralnym.
Od września 1972 pełnił funkcję zastępcy przewodniczącego komisji planowania, od stycznia 1979 zastępcy przewodniczącego rady ministrów. Od lipca 1987 do października 1990 sprawował urząd przewodniczącego rady ministrów Ukraińskiej SRR. Od czerwca 1994 do marca 1995 był premierem Ukrainy.
W latach 1990–1998 zasiadał w Radzie Najwyższej. Później wycofał się z działalności politycznej.

## Odznaczenia
- Order Księcia Jarosława Mądrego IV klasy (12 listopada 2003)
- Order Księcia Jarosława Mądrego V klasy (13 listopada 1998)
- Order Za Zasługi I klasy (13 listopada 2008)
- Order Za Zasługi III klasy (27 czerwca 1997)
- Order Lenina (dwukrotnie – 1966 i 1986)
- Order Rewolucji Październikowej (1971)
- Order Czerwonego Sztandaru Pracy (1978)
- Order Znak Honoru (1960)